# Panyabungan Jae
Panyabungan Jae is een bestuurslaag in het regentschap Mandailing Natal van de provincie Noord-Sumatra, Indonesië. Panyabungan Jae telt 1555 inwoners (volkstelling 2010).